# Зворотний тягар доказування
Зворотний тягар доказування (доведення) — положення закону, яке перекладає тягар доказування на особу, щодо якої висунуті звинувачення або позов (на противагу базовому положенню кримінального права про презумпцію невинності: «не винен, поки не доведено»). Як правило, це конкретне положення стосується перекладання тягаря на обвинуваченого або у кримінальному злочині, або у деліктному позові (про заподіяння шкоди). Наприклад, автомобільне законодавство у багатьох країнах передбачає, що будь-який водій, який збиває пішохода, несе тягар доведення того, що він не виявив недбалості.

## Канада
Кримінальний кодекс містить положення про зворотний тягар доведення у ряді випадків, у яких обвинувачений повинен спростувати нав'язану презумпцію винності. Подібні положення є спірними, оскільки вони майже завжди суперечать презумпції невинності, яку захищає розділ 11(d) Канадської хартії прав і свобод. Єдина підстава, за якою подібне положення відповідає Хартії, — якщо воно може бути виправдане згідно з розділом 1.
Верховний суд Канади скасував низку положень про зворотний тягар. Першим та найвідомішим прецедентом стало скасування статті 8 Закону про контроль над наркотиками у рішенні у справі «Корона проти Оукса». Верховний суд у рішенні у справі «Корона проти Лаби» (1994 р.) скасував статтю 394(1) Кримінального кодексу, яка вимагала від особи, яка продала або придбала руду, що містить дорогоцінні метали, довести, що вона зробила це законно.
У відповідь на зростання перестрілок у Торонто та в рамках своєї передвиборчої кампанії 2006 року Пол Мартін пропонував внести поправки до ст. 515(1) Кримінального кодексу, щоб забезпечити зворотний тягар у разі звільнення під заставу обвинувачених у злочинах, пов'язаних з вогнепальною зброєю. Цей намір не було реалізовано через те, що Ліберальна партія програла вибори.
Для успішного розслідування справ про втечу з місця наїзду звинувачення має довести, поза всяким розумним сумнівом, що наїзд мав місце. Попри це, існує презумпція того, що особа, підсудна за наїзд, зникла з місця аварії з метою уникнення цивільної або кримінальної відповідальності, якщо інші істотні елементи справи можуть бути доведені без розумних сумнівів.

## Великобританія
Закон про кримінальні фінанси 2017 року дозволяє британському суду видавати постанову про те, щоб змусити будь-кого розкрити джерела свого багатства незрозумілого походження. Активи осіб, які не в змозі прозвітувати за недекларовані доходи, можуть бути конфісковані Національним агентством боротьби зі злочинністю. Закон має на мети боротьбу з відмиванням грошей, перекладаючи відповідальність на підозрюваного.
Ще одним прикладом є англійський закон про наклеп. Як правило, позивач зобов'язаний довести, що заява була зроблена відповідачем і що вона мала наклепницький характер — елемент, який порівняно легко довести. Проте позивач не повинен доводити, що зміст заяви був хибним. Потім тягар доведення істинності заяви переходить до відповідача, що вважатиметься ствердним захистом.
Стосовно ймовірно дефектних товарів зворотний тягар доведення гарантує, що протягом перших шести місяців після продажу споживачеві не потрібно надавати жодних доказів того, що товар був спочатку дефектним на момент його купівлі: роздрібний торговець повинен або визнати, що товар містив внутрішній дефект, і запропонувати відшкодування чи ремонт, або ж заперечити, що товар був з самого початку дефектним. Через шість місяців тягар доказування перекладається на споживача.

## Пакистан
У Пакистані Постанова про національну відповідальність 1999 покладає тягар доказування на обвинуваченого у випадках, коли багатство обвинуваченого перевищує його відомі джерела доходу. Як тільки Національне бюро підзвітності (федеральне агентство, відповідальне за переслідування корупції та корупційної діяльності), встановлює, що обвинувачений накопичив багатство, що перевищує його відомі джерела доходу, на того переходить обов'язок довести, що це багатство було накопичено законним шляхом. Судовий розгляд відповідно до цього закону відбувається у спеціальних судах з відповідальності, створених відповідно до Постанови про національну відповідальність 1999 року.

## Юриспруденція
Концепція зворотного тягаря доказування полягає в перекладанні тягаря доказування з припущенням, що клопотання заявника (зазвичай обвинувачення) буде задоволене судом. Відповідач повинен розумно застосувати ту норму права, з якою несумісна заява.